# 유스 (2015년 영화)
《유스》(영어: YOUTH)는 2015년 공개된 코미디 드라마 영화이다. 파올로 소렌티노가 감독과 각본을 맡고, 마이클 케인, 하비 카이텔, 레이철 바이스, 폴 데이노, 제인 폰다 등이 출연하였다.
2015년 5월 20일 제68회 칸 영화제에서 전 세계 최초 상영되었으며, 황금종려상 경쟁작이었다. 평단으로부터 대체로 좋은 평을 받았고, 제28회 유럽 영화상에서 작품상, 감독상, 남우주연상(케인)을 수상하였다. 데이비드 랭이 작곡하고 조수미가 부른 "Simple Song #3"이 2016년 제88회 아카데미상 주제가상 후보에 올랐다. 제73회 골든 글로브상에서도 역시 주제가상 후보에 올랐으며, 제인 폰다가 여우조연상 후보에 지명되었다.

## 줄거리
70대 절친 프레드와 믹은 스위스 알프스 다보스비젠 스파 리조트에서 휴가를 보내고 있다. 
엘리자베스 2세는 특사를 보내 은퇴한 작곡가인 프레드에게 기사 작위를 수여하면서 그가 만든 인기곡 "Simple Song #3"를 에든버러 공작 필립 생일 축하 자리에서 공연해달라고 부탁한다. 특사는 조수미까지 미리 섭외했다며 설득해보지만 프레드는 이를 거절한다. 
한편 영화 감독인 믹은 자신의 전작 중 11편에 출연한 명배우 브렌다를 염두에 두고 일생일대의 대본을 쓰고 있다. 로봇 역으로 유명한 배우 지미는 영원히 로봇으로만 기억될까봐 두려워한다. 프레드의 딸 리나는 믹의 아들 줄리언과 결혼했지만, 줄리언은 가수 펄로마 페이스와 만나기 위해 리나를 떠나려한다.

## 출연
- 마이클 케인 - 프레드 밸린저 역
- 하비 카이텔 - 믹 보일 역
- 레이철 바이스 - 리나 밸린저, 프레드의 딸이자 조수 역
- 폴 데이노 - 지미 트리, 배우 역
- 제인 폰다 - 브렌다 모렐 역
- 앨릭스 매퀸 - 여왕 특사 역
- 클로이 피리 - 젊은 여성 영화 각본가 역
- 에드 스토파드 - 줄리언 보일, 믹의 아들 역
- 펄로마 페이스 - 본인 역
- 머덜리나 디아나 게네아 - 미스 유니버스 조이스 오언스 역
- 조수미 - 본인 역
- 에밀리아 존스 - 프랜시스 역
- 로레다나 칸나타 - 남아메리카인의 아내 역

## 기타 제작진
- 공동 제작: 파비오 콘베르시, 비비앵 아슬라니앙
- 라인 제작: 젠나로 포르미사노, 폴 서로니
- 총괄 제작: 비올라 프레스티에리
- 배역: 샤힌 베이그, 로라 로즌솔, 안나마리아 삼부코
- 미술: 루도비카 페라리오
- 분장: 마우리치오 실비, 알도 시뇨레티
- 헤어: 마르첼레 제노베세
- 시각 효과: 앤드루 몰리
- 특수 효과: 파비오 트라베르사리
- 조감독: 애나 해리슨